# Королева Марго (фільм, 1994)
«Короле́ва Марго́» (фр. La reine Margot) — історичний фільм 1994 року, поставлений французьким режисером Патрісом Шеро за мотивами однойменного роману Александра Дюма. Фільм здобув дві нагороди 47-го Каннського кінофестивалю 1994 року та був номінований у 12 категоріях на кінопремію «Сезар» 1995 року, у 5 з яких він переміг .

## Синопсис
Серпень 1572 року. Франція у стані релігійної війни, що розгорілася через протестантський рух, який нестримно ріс та був не до смаку католикам. Щоб відновити мир та спокій у країні, прекрасна і горда принцеса Марго, сестра католицького короля Карла IX, повинна вийти заміж за протестанта-гугенота Генріха Наварського. Багато зацікавлених цією подією з різних куточків країни, незважаючи на виснажливу спеку, прибули до столиці Франції, і серед них була безліч протестантів.
Весілля, відсвятковане з великою пишнотою, закінчилося Варфоломіївською ніччю, або «паризьким кривавим весіллям» (24 серпня 1572), організованим жорстокою і підступною Катериною Медічі. Вулиці Парижа були залиті кров'ю, а в закутках знаходили по-звірячому понівечені тіла людей. Цієї ночі загинули тисячі протестантів, а один з них, важко поранений дворянин на ім'я Ла Моль, у відчайдушній спробі врятувати своє життя постукав у двері Марго, яка дала йому прихисток, а невдовзі закохалася в нього…

## У ролях
| Ізабель Аджані   | ···· | Маргарита де Валуа                        |
| Данієль Отей     | ···· | Генріх Наварський                         |
| Жан-Юг Англад    | ···· | Карл IX                                   |
| Венсан Перес     | ···· | Ла Моль                                   |
| Вірна Лізі       | ···· | Катерина Медічі                           |
| Домінік Блан     | ···· | Генрієтта Клевська                        |
| Паскаль Греггорі | ···· | Генріх Анжуйський                         |
| Клаудіо Амендола | ···· | Коконнас                                  |
| Мігель Бозе      | ···· | Герцог де Гіз                             |
| Азія Ардженто    | ···· | Шарлотта де Сов                           |
| Томас Кречманн   | ···· | Нансе                                     |
| Жан-Клод Бріалі  | ···· | Адмірал Коліньї                           |
| Бруно Тодескіні  | ···· | Арманьяк                                  |
| Жульєн Рассам    | ···· | Франсуа, герцог Алансонський і Анжуйський |
| Бернар Верлі     | ···· | кардинал                                  |

### В інших ролях
- Жан-Філіп Екоффі
- Альбано Гуаетта
- Йона Лейзен
- Дорте Ліссевськи
- Лор Марсак
- Еммануель Салінжер
- Мішель Марке
- Алексіс Нітцер
- Барбет Шредер
- Жан-Марк Стеле
- Отто Таусіґ
- Толсти
- Ульріх Вільдґрубер
- Лоран Арналь
- Жерар Берліоз
- Крістоф Бернар
- Маріан Блігарц
- Даніель Бретон
- П'єр Брійо
- Валерія Бруні-Тедескі
- Сесіль Кайо
- Марк Чітті
- Грегуар Колен
- Ерван Дюжарден
- Філіпп Дюкло
- Марина Головіна
- Жигмунт Карґоль
- Карлос Лопес
- Орасіо Массаро
- Ромен Массен
- Чарлі Нелсон
- Бернар Ніссіль
- Жулі-Анн Рот
- Жан-Мішель Таверньє
- Беатріс Туссен
- Мелані Воден
- Ніколя Вод
- Елен де Фужероль

## Історичні невідповідності
Фільм лише у загальних рисах пов'язаний з сюжетом однойменного роману Александра Дюма, досить вільно його інтерпретуючи. Проте і сам сюжет роману мало пов'язаний із реальними біографіями Ла Моля та Аннібала де Коконнаса. Насправді обоє були міньйонами Франсуа, герцога Анжуйського, який зрадив їх в обмін на пробачення за участь у змові 1574 року проти Генріха III, як тільки той посів французький престол. За участь в змові обоє були страчені.
Вінчання історичної Маргарити і Генріха відбувалося не в католицькому соборі, а на помості перед ним, оскільки Генріх був протестантом. Не могло бути присутнім на вінчанні і так багато духовенства, як показано у фільмі — королеві Катерині Медічі вартувало чималих зусиль умовити кардинала Шарля де Бурбона (єдиного католика в сім'ї Бурбонів) одружити пару без дозволу папи Римського.
Коханка Генріха Наварського, Шарлота де Сов, не була убита, вона померла у 1617 році, переживши більшість інших дійових осіб роману.

## Критика
Вихід фільму залишився в пам'яті кінофахівців як один з історичних вододілів. Стрічка, в якій французькі придворні XVI століття висловлюються на сучасному молодіжному жаргоні, нагадуючи критикам «панків», а замість розкішних костюмів з брижами носять рване спіднє, «знаменувала падіння останнього оплоту вишуканого костюмованого мистецтва у кінематографі — історичного жанру». Відмовившись від підходу до класики як архівіст «в рукавичках», Шеро заявив, що знімав «що завгодно, але тільки не історичний фільм» у традиційному розумінні слова. Глядачів у Каннах «Королева Марго» підкорила нечуваною для крупнобюджетного костюмованого фільму відвертістю у демонстрації «крові і плоті»: особливо багато суперечок викликав кривавий балет Варфоломіївської ночі і хитросплетіння сімейного інцесту в сімействі Валуа. «Королева Марго» започаткувала моду на приховане осучаснення історичних реалій, яку продовжили такі стрічки, як «Марія-Антуанета» (2006), «Принцеса де Монпансьє» (2010) та ін.
До числа шанувальників фільму зараховує себе австрійський режисер Міхаель Ганеке. У його стрічці «Час вовків» одну з головних ролей виконав Патріс Шеро, а сценарій фільму «Приховане» було написано спеціально для Даніеля Отея. Для фільму Ганеке «Біла стрічка» костюми готувала Моділь Бікель. «Я найняв її, тому що вона працювала над костюмами для „Королеви Марго“, — найкращими, які я бачив у кіно. Вона майстерно створює необхідну патину, відчуття того, що цей одяг вже носили», — говорить Ганеке.

## Визнання
| Нагороди та номінації фільму «Королева Марго» | Нагороди та номінації фільму «Королева Марго»     | Нагороди та номінації фільму «Королева Марго» | Нагороди та номінації фільму «Королева Марго» | Нагороди та номінації фільму «Королева Марго» | Нагороди та номінації фільму «Королева Марго» |
| Рік                                           | Нагорода                                          | Категорія                                     | Номінант                                      | Результат                                     |                                               |
| --------------------------------------------- | ------------------------------------------------- | --------------------------------------------- | --------------------------------------------- | --------------------------------------------- | --------------------------------------------- |
| 1994                                          | Каннський кінофестиваль                           | Золота пальмова гілка                         | Королева Марго                                | Номінація                                     |                                               |
| 1994                                          | Каннський кінофестиваль                           | Приз журі                                     | Патріс Шеро                                   | Перемога                                      |                                               |
| 1994                                          | Каннський кінофестиваль                           | Найкраща акторка                              | Ізабель Аджані                                | Перемога                                      |                                               |
| 1994                                          | Національна рада кінокритиків США                 | ТОП іноземних фільмів                         | Національна рада кінокритиків США             | Перемога                                      |                                               |
| 1995                                          | Премія Оскар                                      | Найкращі костюми                              | Моділь Бікель                                 | Номінація                                     |                                               |
| 1995                                          | Золотий глобус                                    | Найкращий фільм іноземною мовою               | Королева Марго                                | Номінація                                     |                                               |
| 1995                                          | 20-та церемонія премії «Сезар»                    | Найкращий фільм                               | Королева Марго                                | Номінація                                     |                                               |
| 1995                                          | 20-та церемонія премії «Сезар»                    | Найкраща режисерська робота                   | Патріс Шеро                                   | Номінація                                     |                                               |
| 1995                                          | 20-та церемонія премії «Сезар»                    | Найкраща акторка                              | Ізабель Аджані                                | Перемога                                      |                                               |
| 1995                                          | 20-та церемонія премії «Сезар»                    | Найкращий актор другого плану                 | Жан-Юг Англад                                 | Перемога                                      |                                               |
| 1995                                          | 20-та церемонія премії «Сезар»                    | Найкраща акторка другого плану                | Вірна Лізі                                    | Перемога                                      |                                               |
| 1995                                          | 20-та церемонія премії «Сезар»                    | Найкраща акторка другого плану                | Домінік Блан                                  | Номінація                                     |                                               |
| 1995                                          | 20-та церемонія премії «Сезар»                    | Найкращий сценарій                            | Патріс Шеро, Даніель Томпсон                  | Номінація                                     |                                               |
| 1995                                          | 20-та церемонія премії «Сезар»                    | Найкраща операторська робота                  | Філіп Руссело                                 | Перемога                                      |                                               |
| 1995                                          | 20-та церемонія премії «Сезар»                    | Найкращі декорації                            | Рішар Педуцці, Олів'є Радо                    | Номінація                                     |                                               |
| 1995                                          | 20-та церемонія премії «Сезар»                    | Найкращий дизайн костюмів                     | Моділь Бікель                                 | Перемога                                      |                                               |
| 1995                                          | 20-та церемонія премії «Сезар»                    | Найкращий монтаж                              | Франсуа Ґедіж'є, Елен Віар                    | Номінація                                     |                                               |
| 1995                                          | 20-та церемонія премії «Сезар»                    | Найкраща музика до фільму                     | Горан Брегович                                | Номінація                                     |                                               |
| 1995                                          | Давид ді Донателло                                | Найкраща акторка другого плану                | Вірна Лізі                                    | Номінація                                     |                                               |
| 1995                                          | Давид ді Донателло                                | Найкращий дизайн костюмів                     | Моділь Бікель                                 | Номінація                                     |                                               |
| 1995                                          | Італійський національний синдикат кіножурналістів | Найкраща акторка другого плану                | Вірна Лізі                                    | Перемога                                      |                                               |
| 1996                                          | Премія BAFTA                                      | Найкращий неангломовний фільм                 | Королева Марго                                | Номінація                                     |                                               |